# گوتیت
گوتیت  (به انگلیسی: Goethite) با فرمول شیمیایی FeOOH از مجموعه کانی هاست و از نام شاعر آلمانی گوته (J.W.Goethe) گرفته شده‌است. نامحلول در HCl (حتی با وجود حرارت شعله) Fe2O۳:۸۹٫۸۶٪ H2O:۱۰٫۱۴٪ برای اولین بار در آمریکا کشف شد و از نظر شکل بلور: منشوری - رشته ای، رنگ: قهوه‌ای - سیاه، شفافیت: کدر(اپاک)، شکستگی: نامنظم - خشن (تراشه‌ای)، جلا: الماسی - نیمه فلزی، رخ: کامل، سیستم تبلور: ارترومبیک و در رده‌بندی اکسید است همچنین خاصیت مغناطیسی پارامغناطیس و منشأ تشکیل آن ثانوی است.
همایند کانی‌شناسی (پارانژ) آن سختی (منگانیت) - چگالی (هماتیت)اشعه X و واکنش‌های شیمیاییماگنتیت - لپیدوکروکیت - هماتیت- سیدریت- پیریت- هماتیت و غیره است
، از نظر ژیزمان بلوری - استالاکتیتی - آگرگات توده‌ای - شعاعی - اوولیتی DDD کنکرسیونی - پسودومرف فراوان است و بیشتر در آلمان غربی و شرقی، چک اسلواکی، URSS، آمریکا، مکزیک، استرالیا یافت می‌شود.